# Jan Schat
Jan Schat (Engels: John Darling) is een personage uit de verhalen over Peter Pan, geschreven door J.M. Barrie.
Jan is het tweede kind uit het Londense gezin Schat. Samen met zijn oudere zus Wendy en zijn jongere broer Michiel wordt hij door Peter Pan meegenomen naar Nooitgedachtland. In de tekenfilm Peter Pan (1953) en zijn liveaction-bewerking Peter Pan & Wendy (2023), de Disney-klassieker naar het verhaal van Barrie, wordt Jan afgebeeld met een lang nachthemd, bril en hoge hoed. Hij neemt de leiding over De Verloren jongens op het moment dat Peter Pan afwezig is.